# 빈센트 니콜스

빈센트 니콜스 추기경의 문장

빈센트 제라드 니콜스(영어: Vincent Gerard Nichols, 1945년 11월 8일 - )는 영국의 로마 가톨릭교회 추기경이다. 현재 웨스트민스터 대교구장을 지내고 있으며, 2014년 2월 22일 교황 프란치스코에 의해 추기경에 서임되었다.